# Elixir (Programmiersprache)
Elixir ist eine funktionale, nebenläufige Allzweck-Programmiersprache, die auf der virtuellen Maschine von Erlang (BEAM) läuft. Es lassen sich damit verteilte, fehlertolerante, in weicher Echtzeit sowie permanent durchlaufende Programme erstellen. Darüber hinaus kann Elixir Metaprogrammierung mittels Makros und Polymorphismus mittels Protokollen abbilden.

## Geschichte
Elixir wurde von José Valim seit 2011 als Teil eines Forschungsprojekts im Unternehmen Plataformatec entwickelt. Das Ziel war eine erweiterbare und produktive Programmiersprache zu schaffen, welche mit den Bibliotheken und Werkzeugen von Erlang kompatibel bleibt.

## Beispiele
Eine einfache Hello-World Funktion:
```
  
def
 
hello
 
do

    
IO
.
puts
 
"Hello World"

  
end

```